# 尖舌黄耆
尖舌黄耆（学名：Astragalus oxyglottis）是豆科黄芪属的植物。分布于土耳其、巴基斯坦、高加索、中亚、伊朗、叙利亚以及中国大陆的新疆等地，多生于半荒漠地，目前尚未由人工引种栽培。